# Szewce-Walentyna
Szewce-Walentyna [pronunciación en polaco: /ˈʂɛft͡sɛ valɛnˈtɨna/] es un pueblo ubicado en el distrito administrativo de Gmina Bedlno, dentro del Distrito de Kutno, Voivodato de Łódź, en Polonia central. Se encuentra aproximadamente a 4 kilómetros al suroeste de Bedlno, a 12 kilómetros al sureste de Kutno, y a 46 kilómetros al norte de la capital regional Łódź.